# Cassytha filiformis
Cassytha filiformis L. – gatunek rośliny z rodziny wawrzynowatych (Lauraceae Juss.). Występuje naturalnie w strefie tropikalnej całego świata. 

## Rozmieszczenie geograficzne
Rośnie naturalnie w strefie tropikalnej całego świata. W Brazylii spotykany jest niemal w całym kraju, z wyjątkiem stanów Acre, Amapá, Santa Catarina i Rio Grande do Sul. W Stanach Zjednoczonych został zaobserwowany na Hawajach, Florydzie oraz w Teksasie. W Afryce spotykany jest w takich państwach jak Senegal, Mali, Burkina Faso, Sierra Leone, Liberia, Wybrzeże Kości Słoniowej, Ghana, Togo, Nigeria, Czad, Kamerun, Republika Środkowoafrykańska, Gabon, Kongo, Demokratyczna Republika Konga, Somalia, Kenia, Uganda, Tanzania, Angola, Zambia, Zimbabwe, Mozambik, Botswana, Południowa Afryka, Suazi czy Madagaskar. W Australii został zarejestrowany w stanie Queensland, na Terytorium Północnym, w północnej części Australii Zachodniej oraz północno-wschodniej Nowej Południowej Walii. Ponadto występuje między innymi w południowo-wschodnim Meksyku, w Gwatemali, Belize, Panamie, Kolumbii, Wenezueli, Surinamie czy Gujanie Francuskiej.

## Morfologia

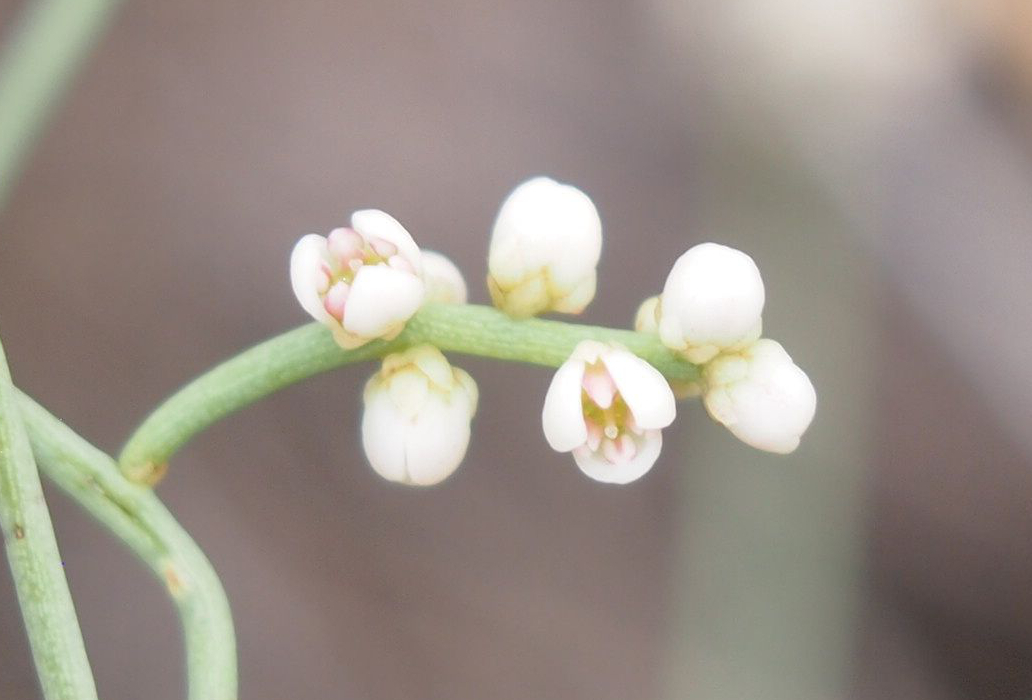
Kwiaty mają białawą barwę

PokrójBylina tworząca liany. Pędy mają bladożółtą, pomarańczowożółtą lub zielonkawą barwę, osiągają 1–2 mm średnicy, są splątane, mogą się zrastać między sobą.
LiścieMają łuskowaty kształt. Mierzą 1,5–2 mm długości.
KwiatyMałe, zebrane w kłosy o długości 3–4 cm. Listki okwiatu nie zachodzą na siebie – 3 zewnętrzne są orzęsione, mierzą 0,7–1 mm długości, natomiast 3 wewnętrzne mają białawą barwę, są wklęsłe i dorastają do 2 mm długości. Podsadki są małe.
OwocePestkowce o cienkim egzokarpie. Endokarp jest bardzo twardy, niemal całkowicie zamknięty (z wyjątkiem wierzchołka). Osadzone są na mięsistym dnie kwiatowym.

## Biologia i ekologia
Rośnie w widnych lasach, zaroślach, na nieużytkach oraz plażach (zwłaszcza nadmorskich). W Afryce Południowej występuje do 1600 m n.p.m.